# Benita Vēja
Benita Vēja (nascuda Benita Vilerte a Kuldīga, el 15 de gener de 1948) és una jugadora d'escacs letona.
És enginyera matemàtica de professió. El seu germà, Jānis Vilerts (1943–2001) fou director de l'Escola d'Escacs de Kuldīga i la seva germana, Tamāra Vilerte és Gran Mestre Femení.

## Resultats destacats en competició
Benita Vēja va començar a jugar als escacs de ben petita, i va guanyar el campionat femení infantil de Letònia el 1961. El 1963 va guanyar el campionat infantil femení de la Unió Soviètica. Va guanyar el campionat de Rīga femení dos cops, els anys 1972 i 1975.
El 1966 va guanyar el campionat de Letònia femení el 1966 (després de vèncer en un matx Astra Klovāne, la millor jugadora letona dels anys seixanta – 2,5:1,5). En aquest campionat, fou subcampiona els anys 1963 i 1972 i tercera els anys 1964, 1967 i 1969.

### Participació en competicions per equips
Benita Vēja va jugar, representant Letònia, al Campionat soviètic per equips el 1967 i el 1972 i per l'equip "Daugava" a la Copa soviètica per equips els anys 1964, 1966, 1968 i 1971.
Al Campionat soviètic per equips de 1967 hi va guanyar la medalla d'argent al tauler femení, i a la copa soviètica per equips de 1971 hi obtingué la medalla de bronze al primer tauler femení.